# Piper cornilimbum
Piper cornilimbum är en pepparväxtart som beskrevs av C. Dc.. Piper cornilimbum ingår i släktet Piper och familjen pepparväxter. Inga underarter finns listade i Catalogue of Life.